# Powiat Anklam (1818–1952)

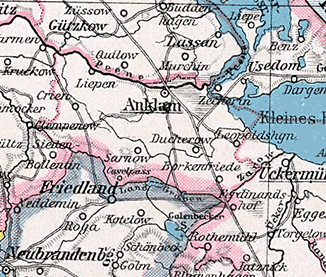
Mapa powiatu z 1905 r.

Powiat Anklam (niem. Landkreis Anklam, Kreis Anklam) – dawny powiat na terenie kolejno Prus, Cesarstwa Niemieckiego, Republiki Weimarskiej oraz III Rzeszy, istniejący od 1818 do 1952. Należał do rejencji szczecińskiej, w prowincji Pomorze. Teren dawnego powiatu leży obecnie w Niemczech, w kraju związkowym Meklemburgia-Pomorze Przednie, w powiecie Vorpommern-Greifswald.
1 stycznia 1945 w skład powiatu wchodziło:
- jedno miasto: Anklam
- osiem innych gmin